# Boeing Starliner-1
 (mars 2023).
Boeing Starliner-1 aussi appelée Post Certification Mission-1 (PCM-1) est une future mission du véhicule CST-100 Starliner de Boeing. Ce doit être la première mission opérationnelle du Starliner de relève de l'équipage de la Station spatiale internationale (ISS), et doit être la quatrième mission orbitale du Starliner, faisant suite aux trois vols de qualification.

## Équipage
| Position                 | Astronaute                             |
| ------------------------ | -------------------------------------- |
| Commandant               | Scott Tingle, NASA Deuxième mission    |
| Pilote                   | Michael Fincke, NASA Quatrième mission |
| Spécialiste de Mission 1 | Joshua Kutryk, ASC Première mission    |
| Spécialiste de Mission 2 | À désigner                             |